# Vaccinium hirsutum
Vaccinium hirsutum är en ljungväxtart som beskrevs av Samuel Botsford Buckley. Vaccinium hirsutum ingår i Blåbärssläktet, och familjen ljungväxter. Inga underarter finns listade i Catalogue of Life.